# Castello di Pereto
Das Castello di Pereto ist eine Höhenburg an den Hängen des Monte Forcellese in der italienischen Gemeinde Pereto in der Provinz L’Aquila.

## Geschichte

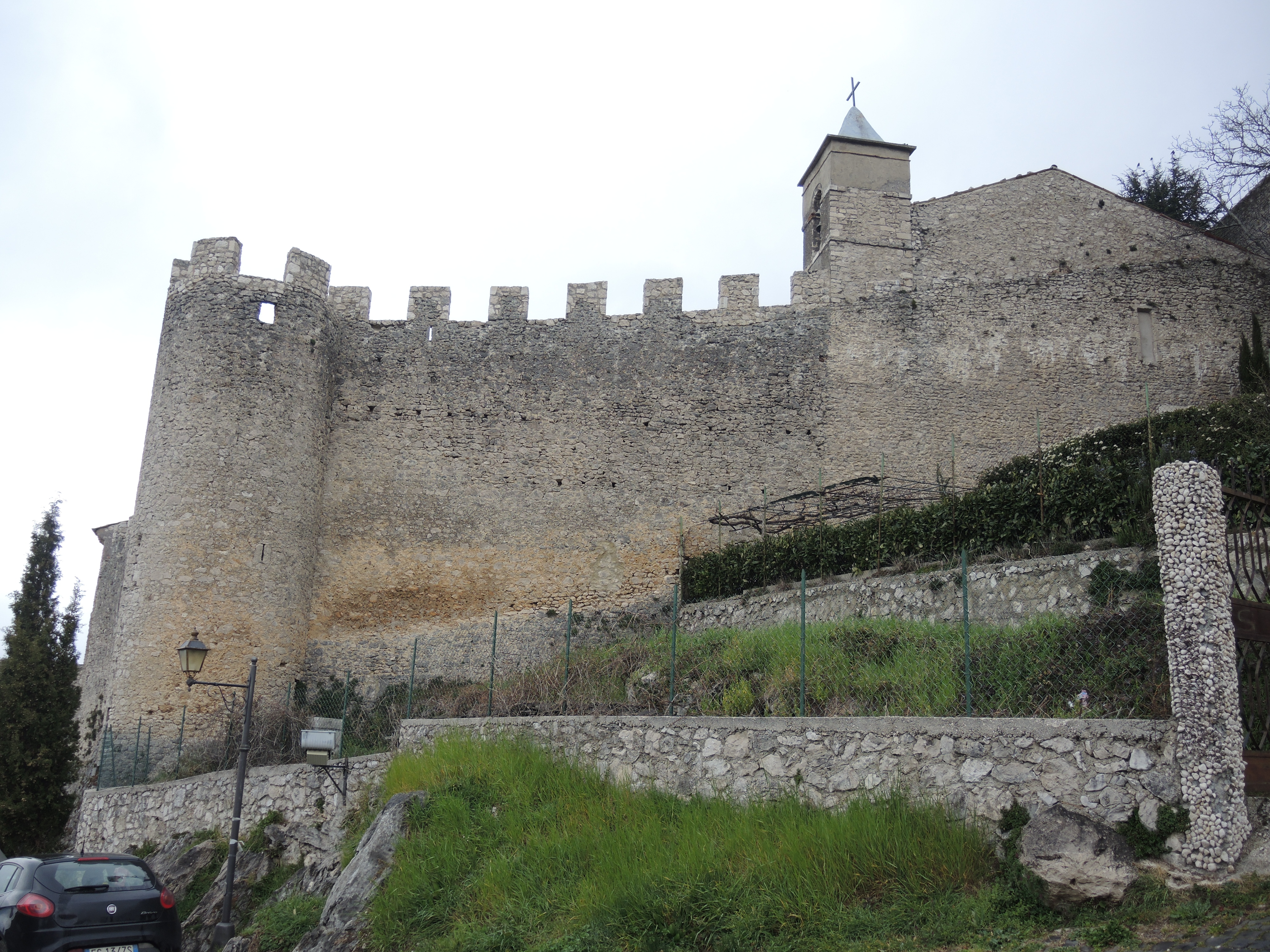
Burgmauer

Das Castello di Pereto liegt an einer strategisch wichtigen Position zur Kontrolle der Piana del Cavaliere und der Via Tiburtina. Das älteste Gebäude geht auf den Grafen Berardo dei Marsi zurück, der in der ersten Hälfte des 10. Jahrhunderts einen Turm an der Stelle bauen ließ, an der später der Bergfried der Burg errichtet wurde.
Die Anlage wurde in der zweiten Hälfte des 11. Jahrhunderts erweitert, als Pereto Residenz von Rainaldo, Conte dei Marsi, wurde. Nachdem Rainaldo 1093 auf dem ersten Kreuzzug umgekommen war, zog seine Witwe, Aldegrima, nach Oricola um und überließ die Burg dem Kloster Montecassino. 1097 war die Burg in einer Liste der Besitztümer enthalten, die dem Abt ‚‘Odersio von Montecassino‘‘ in einer Bulle von Papst Urban II. zugesichert wurde.
Nach einer Phase des Verfalls fiel die Burg an die Herren De Ponte. Auf das 14. Jahrhundert lässt sich der Anbau weiterer zwei Türme mit quadratischem Grundriss und von Verbindungsmauern, die den Gebäuden des Castello-recinto wieder Leben einhauchten, datieren. Anfang des 15. Jahrhunderts ging die Burg in das Eigentum der Orsinis über und am 5. Dezember 1456 wurde sie bei einem Erdbeben, das Süd- und Mittelitalien heimsuchte, schwer beschädigt.
1495 fiel das Castello di Pereto an die Familie Colonna und während des 19. Jahrhunderts wurde der Nordturm der Familie Maccafani zum Gebrauch überlassen, die in Anfang der 1900er-Jahre an die Familie Vicario verkaufte. Die beim Erdbeben von Avezzano 1915 stark beschädigte Burg kaufte 1966 Aldo Maria Arena, der sich um die Restaurierung kümmerte und 1982 eine Auszeichnung von Europa Nostra für die Ausführung und die Qualität der durchgeführten Arbeiten erhielt.
Die Anlage kann besichtigt werden.

## Beschreibung
Der Bergfried hat einen quadratischen Grundriss mit einer Seitenlänge von 11,7 Metern und ist 27 Meter hoch. Er hat fünf Stockwerke; im Erdgeschoss waren die Wache, Lager und Gefängnisse untergebracht. Im ersten Obergeschoss war der Gerichtssaal, wogegen im zweiten und im dritten Obergeschoss die Wohnung des Burgherrn war. Das oberste Stockwerk diente dem Ausblick und der Verteidigung.
Der zweite Turm auf der Nordseite hat ebenfalls einen quadratischen Grundriss, aber mit einer Seitenlänge von nur 6,6 Metern, und ist 24 Meter hoch. Er besitzt fünf Stockwerke. Der dritte Turm im Südosten ist 16 Meter hoch und sein quadratischer Grundriss hat eine Seitenlänge von 4,6 Metern. Er ist nicht in einzelne Stockwerke unterteilt und diente nur Verbindungselement zwischen den Mauern und als Ausguck.
Die Mauer auf der Südwestseite ist 23 Meter lang und hat eine Höhe von 15 Metern. In der Nähe des Bergfriedes befindet sich der Haupteingang zur Burg. Die Mauer im Osten ist 24,5 Meter lang und 13 Meter hoch, wogegen die Nordmauer eine Länge von 22,4 Metern und eine Höhe von 14 Metern besitzt. Auf ihrer gesamten Länge haben die Mauern einen Umgang als Verbindung zwischen den Türmen.